# Grand Kru
Grand Kru és un comtat del sud-est de Libèria. És un dels 15 comtats que comprenen la divisió administrativa primària del país, té divuit districtes. Creat el 1984, la seva capital és Barclayville. L'àrea del comtat és de 3.895 quilòmetres quadrats. El Cens de 2008, indica que Grand Kru té una població de 57.106 persones, fent-lo el comtat menys poblat de Libèria. El superintendent Distingit de Grand Kru és Rosalind Sneh. El comtat és confinat pel comtat Ric Gee al nord-est, el comtat de Sinoe, i amb el comtat de Maryland. La part del sud de Grand Kru posseeix costes de l'oceà Atlàntic.
El seu territori abasta una superfície de 3.895 quilòmetres quadrats, els quals són la llar de més de 57.106 persones. La densitat poblacional d'aquest comtat és de 14.7 habitants per cada quilòmetre quadrat.

## Districtes
El formen quatre districtes: Sasstown, Buah, Upper Kru Coast, Lower Kru Coast.